# China Southern Airlines
China Southern Airlines (chinesisch 中國南方航空 / 中国南方航空) ist die größte Fluggesellschaft Asiens mit Sitz in Guangzhou und Basis auf dem Flughafen Guangzhou. Sie war Mitglied der Luftfahrtallianz SkyTeam und hat diese zum 1. Januar 2019 verlassen.
Sie ging als eine von sechs neuen Fluggesellschaften aus der 1988 aufgelösten Fluggesellschaft CAAC hervor. Für Langstreckenflüge hatte zunächst Air China das Monopol. Die anderen fünf Gesellschaften waren für Inlandsflüge und den Verkehr im asiatischen Raum zuständig.

## Geschichte

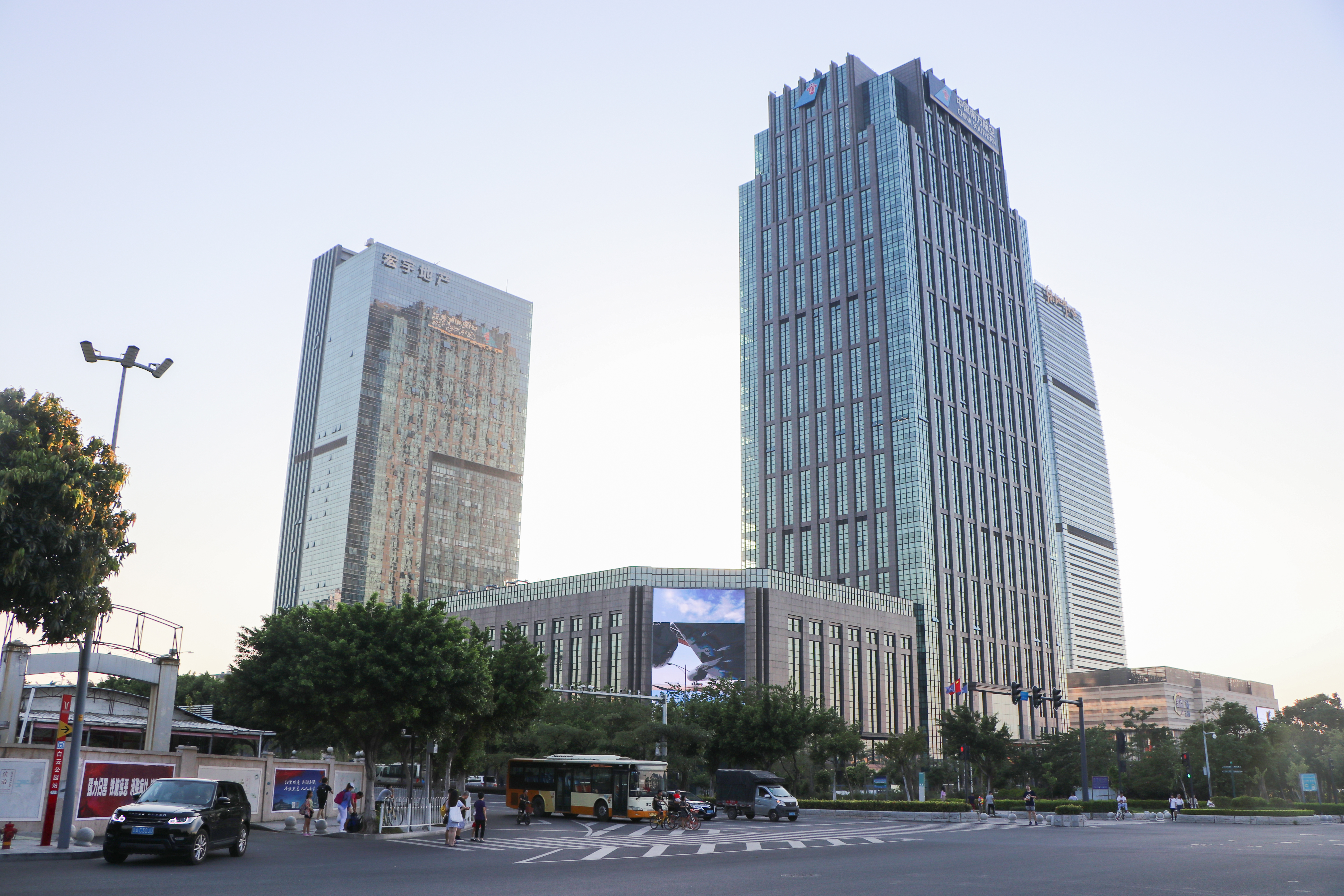
Sitz der China Southern

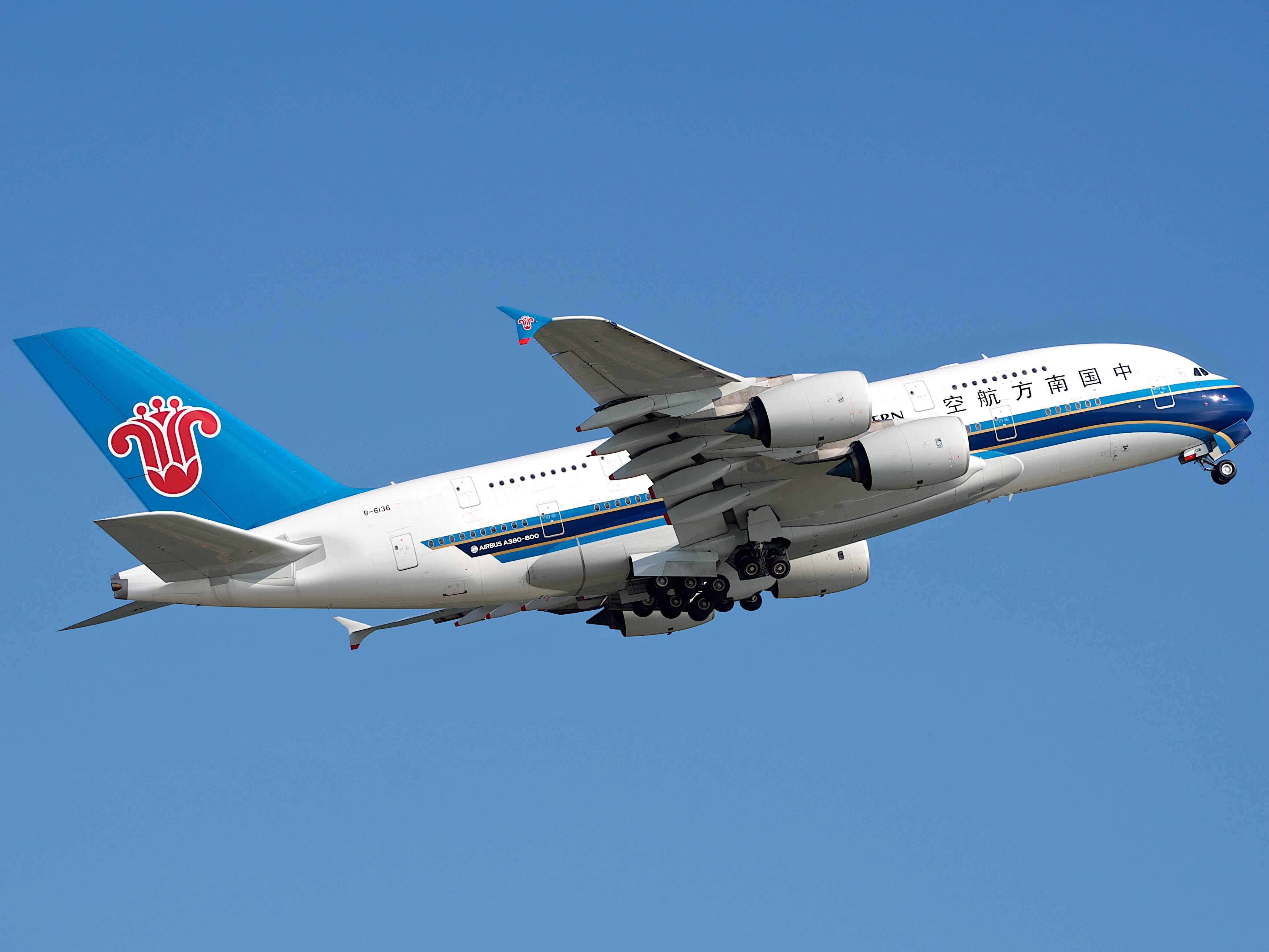
Airbus A380 der China Southern, 2012

China Southern Airlines entstand am 1. Juli 1988 nach der Reorganisation des chinesischen Luftverkehrs. Die in Guangzhou beheimatete Fluggesellschaft setzt seit Gründung auf modernes westliches Fluggerät. So kommen u. a. Boeing 737, 777 und 787 zum Einsatz. Außerdem betreibt die Fluggesellschaft zahlreiche Airbus Maschinen, wie zum Beispiel A320neo, A330, A350.
Auch China Southern ist Teil der chinesischen Wirtschaftspolitik, die zunehmend in Hochtechnologie investiert und weniger Arbeiten ins Ausland vergibt. So wurde im Jahr 2002 ein 50:50-Joint-Venture mit der deutschen MTU Aero Engines eröffnet mit dem Ziel, die Triebwerke der Flugzeuge der China-Southern-Flotte in China zu überholen. Mit Zhuhai wählte man einen strategisch günstigen Standort, zum einen in einer Freihandelszone mit besonderer staatlicher Unterstützung, zum anderen eine große Nähe zu Hongkong, einem zentralen Drehpunkt im asiatischen Luftverkehr. Mittlerweile werden dort auch Aggregate der Flugzeuge anderer Gesellschaften überholt mit dem Ziel, mittelfristig hier auch die Marktführerschaft in China zu erreichen. Im Herbst 2006 wurde die Wartung für die CFM56-3/-5/-7 sowie das IAE V2500 angeboten. Es werden inzwischen alle chinesischen Fluggesellschaften mit V2500-Triebwerken von diesem Joint Venture betreut.
Infolge einer staatlich angeordneten Umstrukturierung des chinesischen Luftverkehrs wurden China Northern Airlines und China Xinjiang Airlines im Jahr 2003 in die Fluggesellschaft integriert.
Am 15. November 2007 erfolgte die Aufnahme in die internationale Luftfahrtallianz SkyTeam. Am 4. Juli 2008 landete eine Maschine der China Southern Airlines in Taoyuan und eröffnete damit die erste Direktverbindung zwischen Festlandchina und Taiwan.
China Southern war mit 115 Millionen Passagieren im Jahr 2016 die größte Luftfahrtgesellschaft in China und Asien sowie die viertgrößte der Welt (IATA Ranking).
Am 14. Oktober 2011 nahm China Southern ihren ersten Airbus A380 entgegen. Dadurch war die Fluggesellschaft der weltweit siebte und der erste chinesische Betreiber der A380. Die ehemaligen fünf Maschinen verfügten über 506 Sitzplätze in drei Klassen, wovon acht in der First Class, 70 in der Business Class und 428 in der Economy Class waren. Im November 2022 wurden jedoch die letzten planmäßigen Flüge mit dem Airbus A380 vor dessen angekündigter Ausmusterung angesetzt, nachdem China Southern die einzige Airline gewesen war, die ihre Exemplare während der Corona-Pandemie zunächst nicht abstellte.

## Flugziele

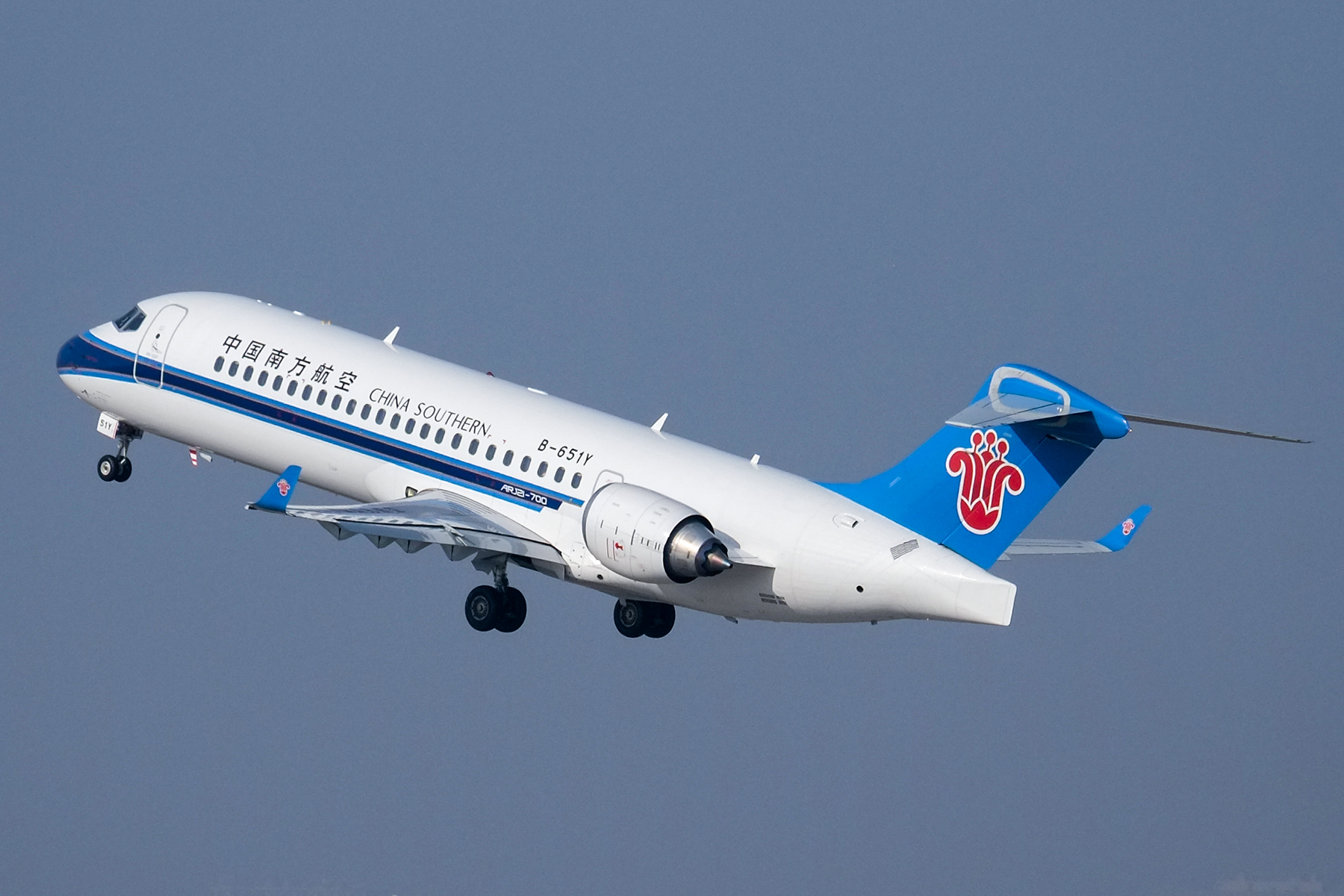
Comac C909 der China Southern, 2023

Neben zahlreichen asiatischen Zielen bedient China Southern von ihren Luftfahrt-Drehkreuzen aus Flugziele in Europa, Nordamerika, Ozeanien und Afrika. Im deutschsprachigen Raum werden Frankfurt sowie seit Sommer 2019 auch Wien bedient.
Ab Dezember 2023 bietet China Southern außerdem wöchentliche Verbindungen zwischen Luxemburg und Guangzhou mit einem Zwischenstopp in Zhengzhou an.

## Flotte

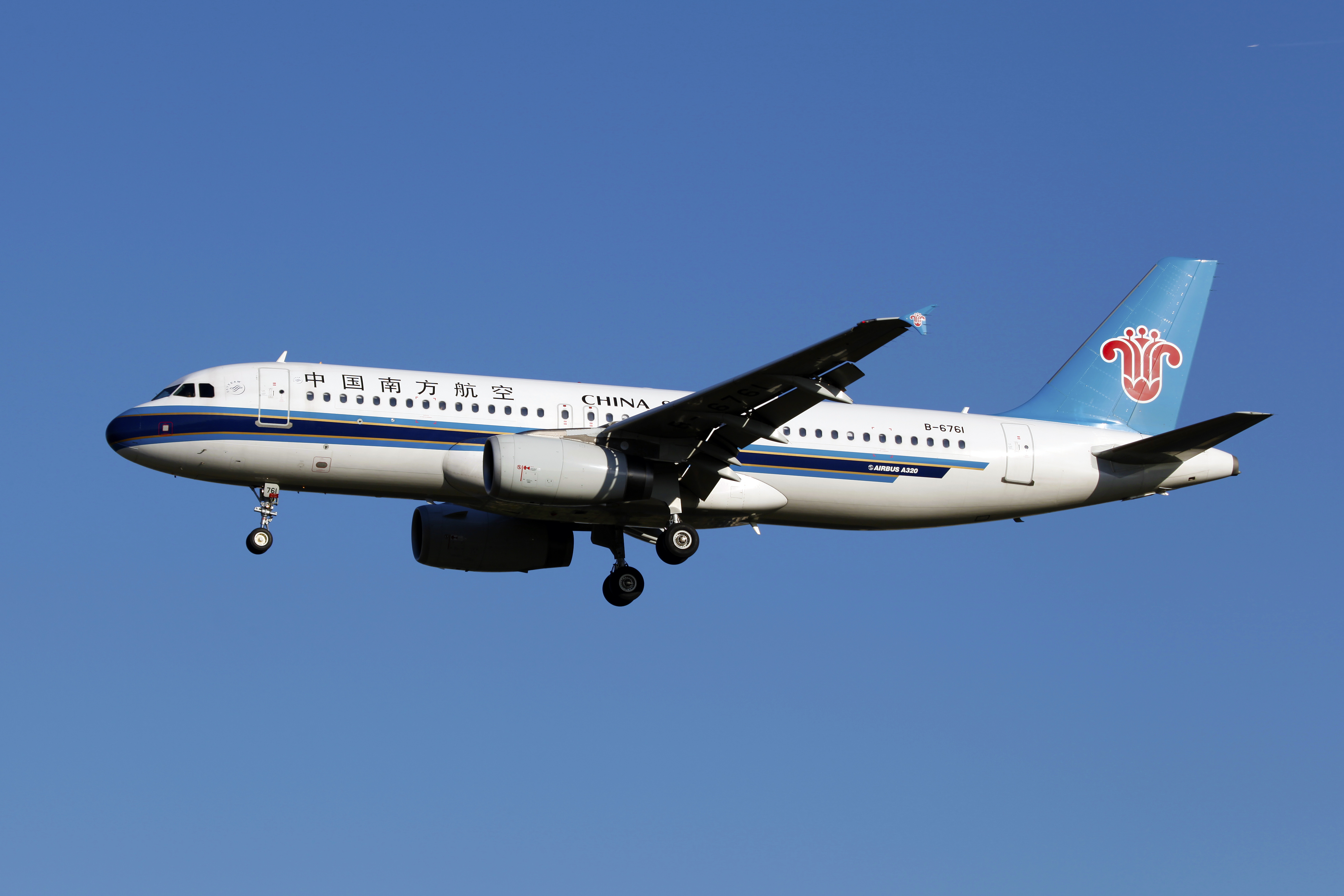
Airbus A320-200 der China Southern

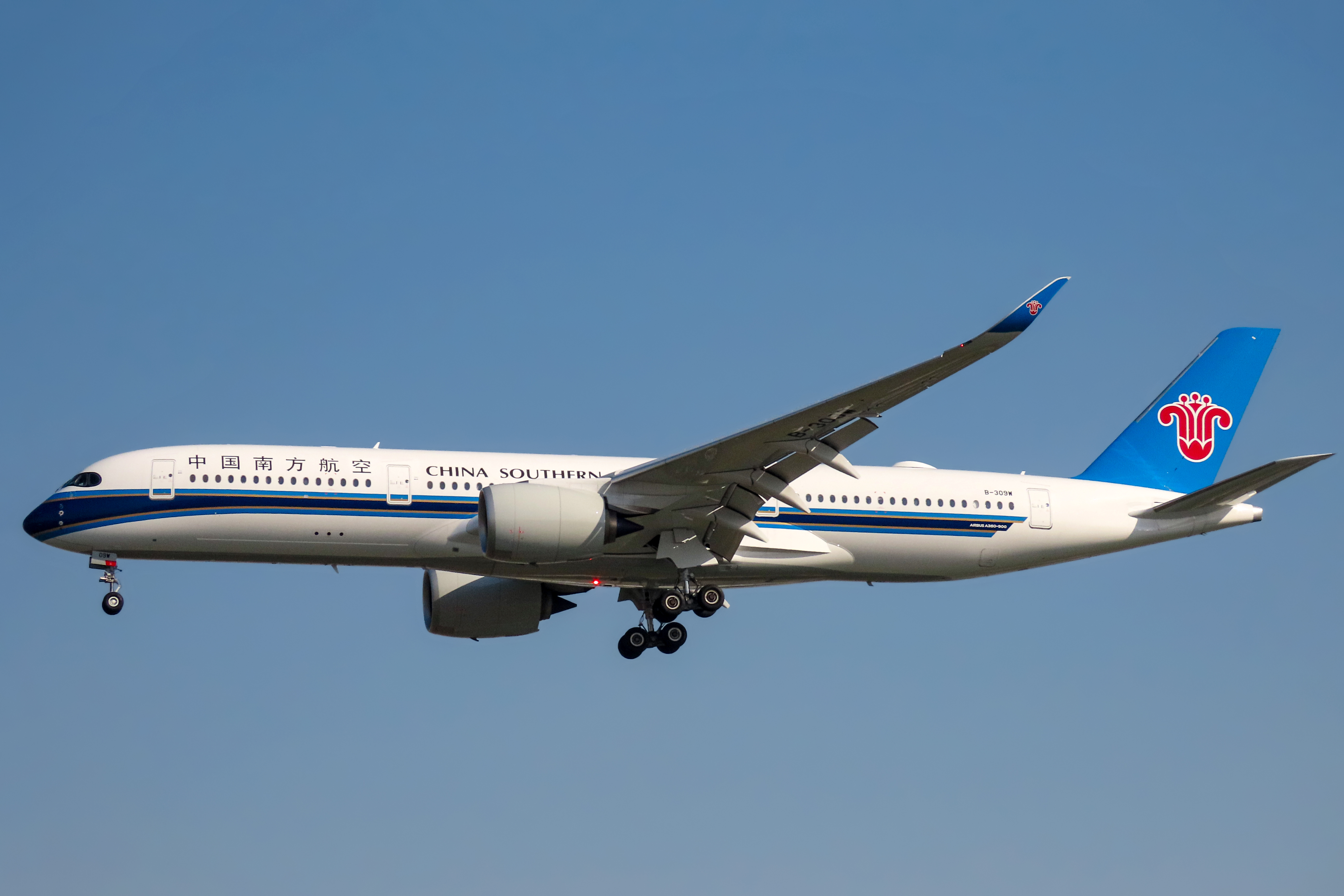
Airbus A350-900 der China Southern

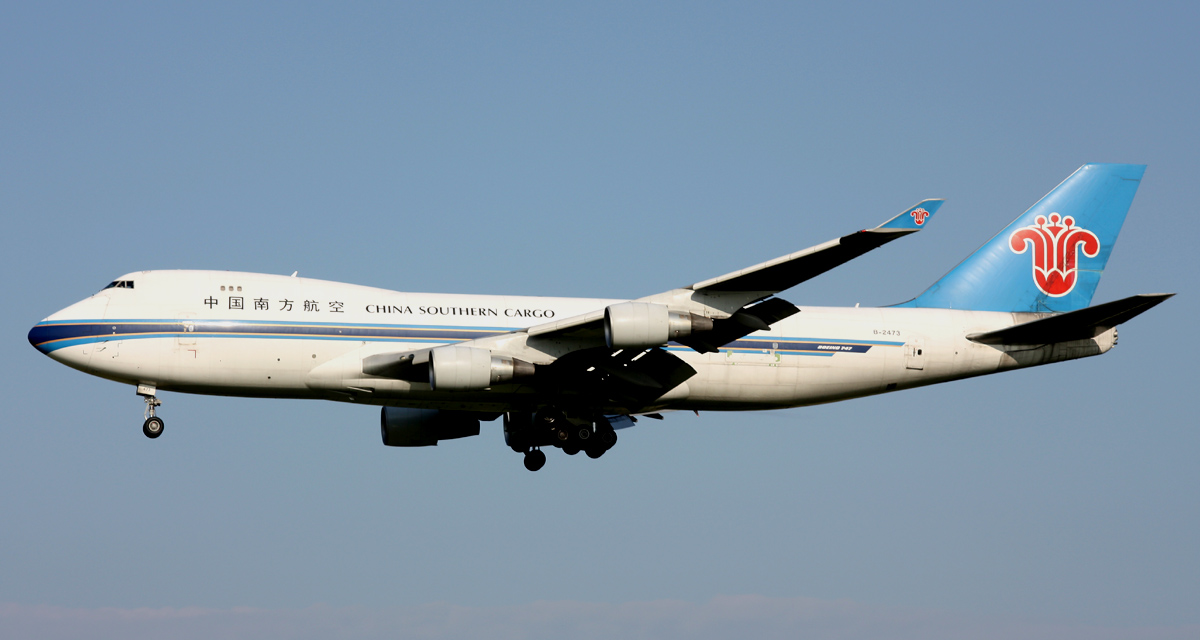
Boeing 747-400F der China Southern Cargo

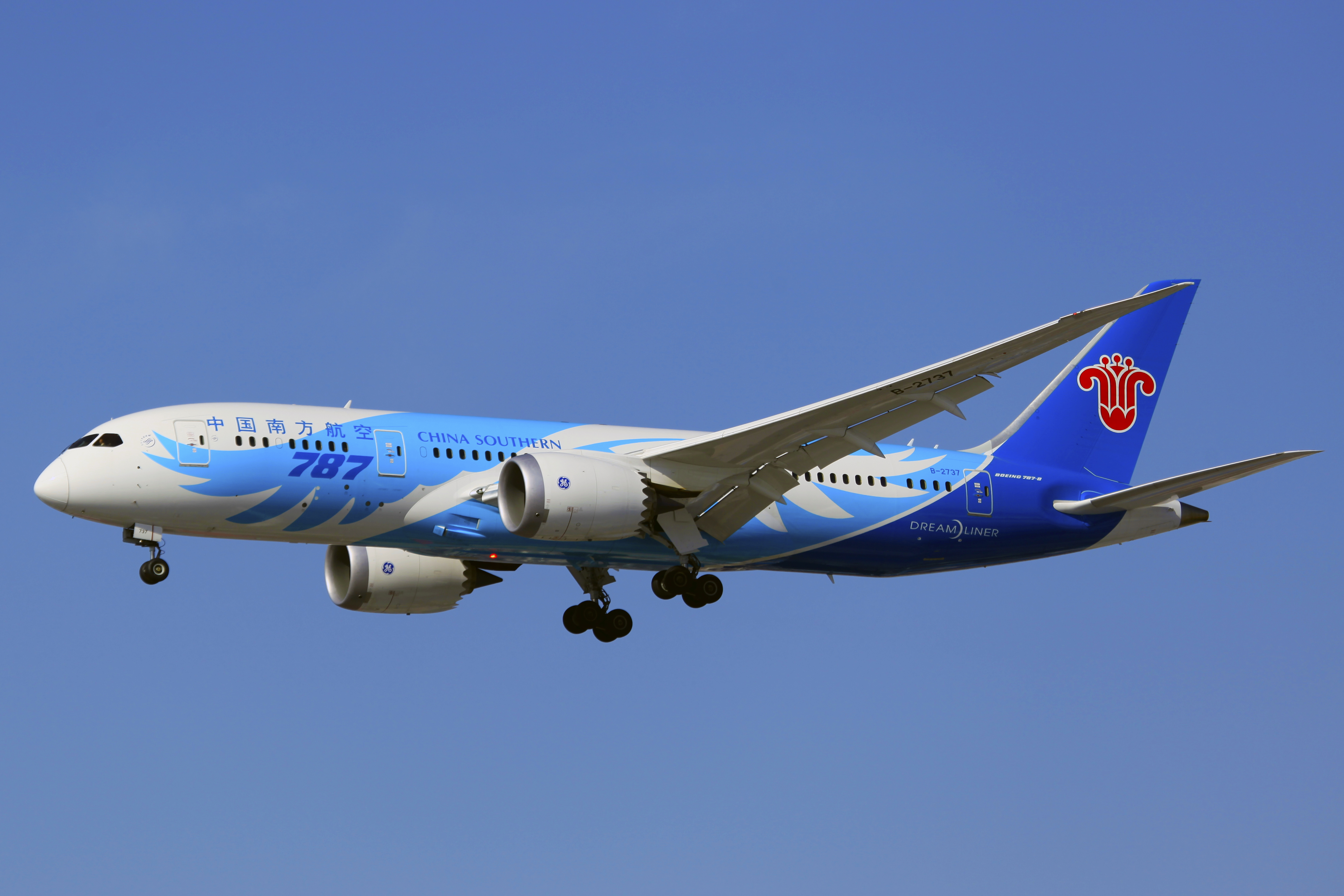
Boeing 787-8 der China Southern

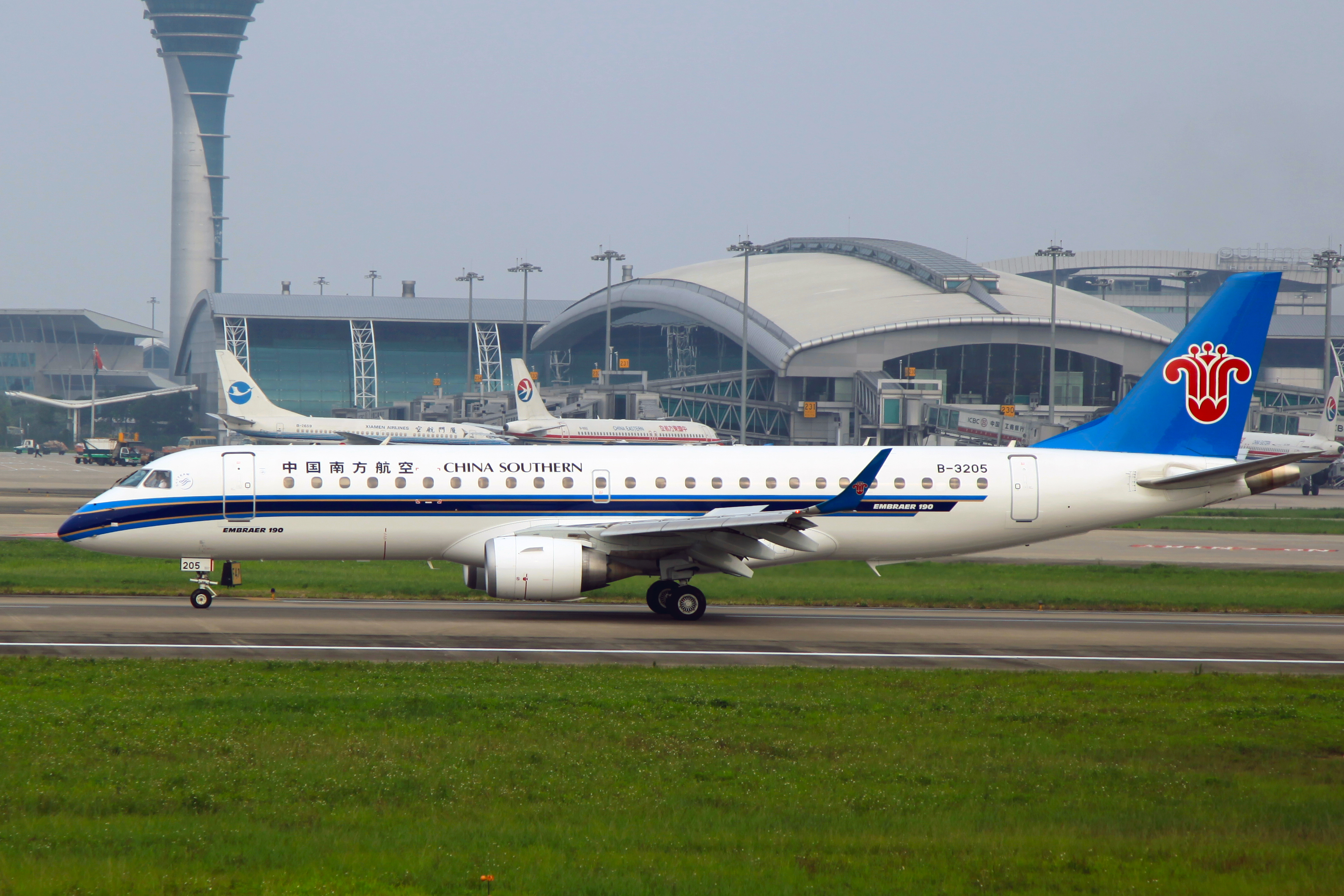
Embraer 190 der China Southern

### Aktuelle Flotte
Mit Stand Mai 2025 besteht die Flotte der China Southern aus 677 Flugzeugen mit einem Durchschnittsalter von 9,1 Jahren:
| Flugzeugtyp      | Anzahl | bestellt | Anmerkungen                                            | Sitzplätze (First/Business/Eco+/Eco)               | Durchschnittsalter |
| ---------------- | ------ | -------- | ------------------------------------------------------ | -------------------------------------------------- | ------------------ |
| Airbus A319neo   | 09     | 0        |                                                        | 136 (-/4/-/132)                                    | 1,7 Jahre          |
| Airbus A320-200  | 096    |          | fünf inaktiv                                           | 152 (-/8/24/120)                                   | 13,6 Jahre         |
| Airbus A320neo   | 059    | 09       | acht inaktiv                                           | 152 (-/8/24/120)                                   | 4,4 Jahre          |
| Airbus A321-200  | 089    |          | vier inaktiv                                           | 179 (-/12/24/143)                                  | 13,5 Jahre         |
| Airbus A321neo   | 081    | 039      | zehn inaktiv                                           | 195 (-/4/24/167)                                   | 3,9 Jahre          |
| Airbus A330-300  | 025    |          | vier inaktiv                                           | 275 (-/30/48/197) 284 (4/24/48/208)                | 9,2 Jahre          |
| Airbus A350-900  | 020    |          |                                                        | 313 (-/28/24/261)                                  | 4,0 Jahre          |
| Boeing 737-700   | 010    |          | eine inaktiv                                           | 120 (-/8/24/88) 128 (-/8/24/96) 143 (-/-/24/119)   | 14,8 Jahre         |
| Boeing 737-800   | 153    |          | 13 inaktiv                                             | 159 (-/8/27/124) 161 (-/8/24/129) 164 (-/8/24/132) | 11,8 Jahre         |
| Boeing 737 MAX 8 | 034    | 024      |                                                        | 178 (-/4/-174)                                     | 6,5 Jahre          |
| Boeing 777-300ER | 015    |          | eine inaktiv                                           | 309 (4/34/44/227) 360 (14/30/-/316)                | 8,7 Jahre          |
| Boeing 777F      | 019    |          | eine inaktiv; Frachtflugzeuge der China Southern Cargo | Cargo                                              | 9,1 Jahre          |
| Boeing 787-8     | 010    |          | zwei inaktiv                                           | 228 (4/24/-/200)                                   | 11,7 Jahre         |
| Boeing 787-9     | 019    | 01       | zwei inaktiv                                           | 276 (-/28/28/220) 297 (-/28/-/269)                 | 6,1 Jahre          |
| Comac C909-700   | 034    | 01       | zwei inaktiv                                           | 90 (-/-/-/90)                                      | 2,3 Jahre          |
| Comac C919       | 04     | 101      | Auslieferung von 2024 bis 2031                         | 164 (-/8/-/156)                                    | 0,5 Jahre          |
| Gesamt           | 677    | 175      |                                                        |                                                    | 9,2 Jahre          |

Für 2035 hat die Airline im September 2018 eine Flotte von 2000 Maschinen in Aussicht gestellt.

### Aktuelle Sonderbemalungen
| Bemalung                                   | Flugzeugtyp      | Luftfahrzeugkennzeichen | Zeitraum            | Bild |
| ------------------------------------------ | ---------------- | ----------------------- | ------------------- | --- |
| China International Consumer Products Expo | Airbus A321-200  | B-1625                  | seit März 2022      | Bild gesucht Die Wikipedia wünscht sich an dieser Stelle ein Bild. Weitere Infos zum Motiv findest du vielleicht auf der Diskussionsseite . Falls du dabei helfen möchtest, erklärt die Anleitung , wie das geht. |
| Neta S                                     | Airbus A321-200  | B-8966                  | seit April 2023     | Bild gesucht Die Wikipedia wünscht sich an dieser Stelle ein Bild. Weitere Infos zum Motiv findest du vielleicht auf der Diskussionsseite . Falls du dabei helfen möchtest, erklärt die Anleitung , wie das geht. |
| Moutai                                     | Airbus A321neo   | B-1088                  | seit September 2022 | Bild gesucht Die Wikipedia wünscht sich an dieser Stelle ein Bild. Weitere Infos zum Motiv findest du vielleicht auf der Diskussionsseite . Falls du dabei helfen möchtest, erklärt die Anleitung , wie das geht. |
| China International Import Expo            | Airbus A330-300  | B-5940                  | seit September 2020 | Bild gesucht Die Wikipedia wünscht sich an dieser Stelle ein Bild. Weitere Infos zum Motiv findest du vielleicht auf der Diskussionsseite . Falls du dabei helfen möchtest, erklärt die Anleitung , wie das geht. |
| Zhuhai City of Youth                       | Boeing 737-800   | B-1700                  | seit September 2021 | Bild gesucht Die Wikipedia wünscht sich an dieser Stelle ein Bild. Weitere Infos zum Motiv findest du vielleicht auf der Diskussionsseite . Falls du dabei helfen möchtest, erklärt die Anleitung , wie das geht. |
| Energetic Zhuhai                           | Boeing 737-800   | B-1781                  | seit November 2021  | Bild gesucht Die Wikipedia wünscht sich an dieser Stelle ein Bild. Weitere Infos zum Motiv findest du vielleicht auf der Diskussionsseite . Falls du dabei helfen möchtest, erklärt die Anleitung , wie das geht. |
| Trumpchi                                   | Boeing 737-800   | B-1916                  | seit Dezember 2022  | Bild gesucht Die Wikipedia wünscht sich an dieser Stelle ein Bild. Weitere Infos zum Motiv findest du vielleicht auf der Diskussionsseite . Falls du dabei helfen möchtest, erklärt die Anleitung , wie das geht. |
| Hometown Henan                             | Boeing 737-800   | B-1979                  | seit September 2020 | |
| Guizhou                                    | Boeing 737-800   | B-6068                  | seit Januar 2019    | Bild gesucht Die Wikipedia wünscht sich an dieser Stelle ein Bild. Weitere Infos zum Motiv findest du vielleicht auf der Diskussionsseite . Falls du dabei helfen möchtest, erklärt die Anleitung , wie das geht. |
| Guizhou                                    | Boeing 737-800   | B-6069                  | seit April 2019     | |
| Xinjiang Hotan Rural Revitalisation        | Boeing 737-800   | B-7996                  | seit Juli 2023      | Bild gesucht Die Wikipedia wünscht sich an dieser Stelle ein Bild. Weitere Infos zum Motiv findest du vielleicht auf der Diskussionsseite . Falls du dabei helfen möchtest, erklärt die Anleitung , wie das geht. |
| WorldSkills Shanghai 2022                  | Boeing 777-300ER | B-2007                  | seit Dezember 2021  | |
| 787th Boeing 787                           | Boeing 787-9     | B-1168                  | seit Dezember 2018  | |

### Ehemalige Flugzeugtypen

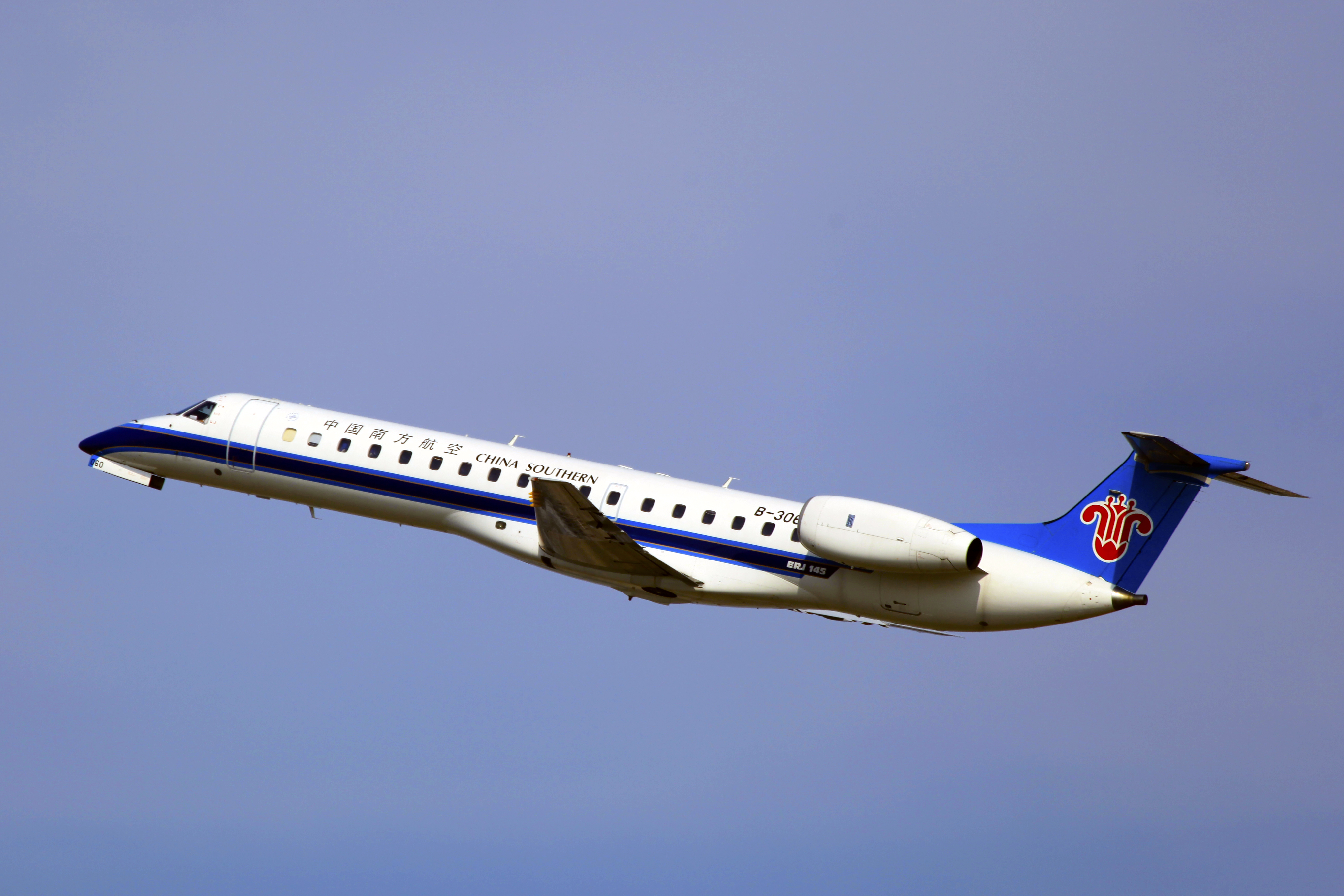
Embraer ERJ-145 der China Southern, 2013

In der Vergangenheit setzte China Southern bereits folgende Flugzeugtypen ein:
- Airbus A300-600
- Airbus A319-100
- Airbus A330-200
- Airbus A380-800
- ATR 72-500
- Boeing 737-200/-300/-500
- Boeing 747-400F
- Boeing 757-200
- Boeing 767-300
- Boeing 777-200
- Embraer ERJ-145
- Embraer 190
- McDonnell Douglas MD-82
- McDonnell Douglas MD-90

## Zwischenfälle
Bei China Southern Airlines kam es zu vier tödlichen Zwischenfällen und sechs weiteren.
- Am 2. Oktober 1990 kollidierte auf dem Flughafen Guangzhou-Baiyun (alt) eine entführte Boeing 737-247 der Xiamen Airlines (B-2510) mit zwei anderen Flugzeugen. Als die Piloten wegen Treibstoffmangels notlanden wollten, kam es in der Landephase zu einem Handgemenge mit dem Entführer, worauf die Maschine hart aufsetzte und von der Landebahn abkam. Sie kollidierte mit einer geparkten Boeing 707 der China Southwest Airlines (B-2402) und einer Boeing 757-21B der China Southern Airlines (B-2812), deren Piloten auf die Startfreigabe warteten. In der außer Kontrolle geratenen Boeing 737 wurden 82 der 102 Menschen an Bord getötet, in der Boeing 757 kamen 46 von 122 Insassen ums Leben. In der Boeing 707 überlebte das einzige an Bord befindliche Besatzungsmitglied (siehe auch Xiamen-Airlines-Flug 8301).[21][22][23]

- Am 24. November 1992 stürzte eine aus Guangzhou kommende Boeing 737-300 der China Southern Airlines (B-2523) beim Landeanflug auf den Flughafen Guilin-Qifengling ab. Alle 141 an Bord befindlichen Personen, 131 Passagiere und 10 Besatzungsmitglieder, kamen ums Leben (siehe auch China-Southern-Airlines-Flug 3943).[24]

- Am 8. Mai 1997 kam es mit einer Boeing 737-300 (B-2925) der China Southern Airlines auf dem Flug aus Chongqing zu einer Bruchlandung auf dem Flughafen Shenzhen. Beim zweiten Landeversuch nach einer sehr harten Landung überschoss die Maschine unter Gewitterbedingungen das Landebahnende, nachdem die Maschine beim vorangegangenen Landeversuch bereits beschädigt worden war. Von den an Bord befindlichen 65 Passagieren und neun Besatzungsmitgliedern kamen 33 Passagiere und zwei Besatzungsmitglieder ums Leben (siehe auch China-Southern-Airlines-Flug 3456).[25]